# غيل إينيس
غيل إينيس (وُلد في لاغوس) كان ملاحًا ومستكشفًا برتغاليًا في القرن الخامس عشر.

## طالع أيضًا
- قائمة المستكشفين